# كولن جوستين
كولن جوستين (بالإنجليزية: Colin Heath)‏ (31 ديسمبر 1983 بتشيسترفيلد في المملكة المتحدة - ) هو لاعب كرة قدم بريطاني في مركز الهجوم. لعب مع رويال أنتويرب وسويندون تاون وكامبريدج يونايتد وماكليسفيلد تاون ومانشستر يونايتد ونادي تشيسترفيلد وFarsley Celtic F.C. ‏.

## وصلات خارجية
- كولن جوستين على موقع قاعدة بيانات كرة القدم.إي يو (الإنجليزية)
- كولن جوستين على موقع Soccerbase.com (لاعب) (الإنجليزية)